# Копанское
Копанское (фин. Koppananjärvi) — озеро на западе Ленинградской области, на территории Кингисеппского района.
С севера на юг озеро простирается на 7 километров, средняя ширина — 1,4 км. Глубина достигает 24 метров. С Копорской губой Финского залива озеро соединяется небольшой речкой Пейпия. Берега на большом протяжении — песчаные. От западного берега вытянулась живописная Журавлиная коса; на белом песке — стройные сосны. Коса делит озеро на две части. К северу от неё лежит широкий плёс с низкими берегами, местами переходящими в моховое болото. Южная часть озера более узкая. Берега здесь высокие, с песчаными откосами, поросшие сосной, иногда с примесью берёзы.
В 1908 году на озере была создана пристрелочная станция для испытания торпед Морского министерства. У станции был свой флот, была построена железная дорога, соединяющая озеро с берегом Финского залива.
На северном берегу озера расположены санаторий-профилакторий Ленинградской АЭС «Озеро Копанское» и база отдыха НИТИ «Голубое». До 1997 года на озере существовало форелевое хозяйство.

## Рыбалка на Копанском озере
В озере постоянно проживают несколько видов рыб, таких как: окунь, щука, плотва, красноперка, угорь, сазан и форель.
Форель, по всей видимости, осталась от форелевого хозяйства, в котором она ранее разводилась. Сазан, судя по всему, в озеро был интродуцирован искусственно в результате периодических зарыблений.
В озере прозрачная вода, видимость под водой в зависимости от погодных условий составляет до 5 метров, и на нём регулярно проводятся соревнования подводных охотников.
В последние годы (в 2010 года) уловы в озере падают, по всей вероятности из-за загрязнения реки Пейпия (соединяющей озеро с Финским заливом), которая была изъезжена тракторами при строительстве ЛЭП.